# ノーマン・モリス
ノーマン・アレクサンダー・モリス（Norman Alexander Morrice、1931年9月10日– 2008年1月11日）は、メキシコ出身でイギリスで活動したバレエダンサー、振付家である。1966年から1974年までバレエ・ランバート、1977年から1986年までロイヤル・バレエ団で芸術監督を務めた。

## 幼少期
ノーマン・モリスは1931年9月10日にメキシコのアグア・ドゥルセで同地に駐在していたイギリスの石油技術者の次男として生まれた。学校卒業までメキシコ市民として過ごしたため、イギリスの徴兵制を逃れることができた。デイリー・テレグラフは、「この事実が、モリスがロイヤル・バレエ団の芸術監督として公的な栄誉を与えられない唯一の人物となった理由かもしれない」と指摘している。
モリスは少年期にマリー・ランバートのバレエ学校に入学し、1952年にランバートが率いるバレエ・ランバートに入団した。

## 経歴
最初に独自に制作した振付作品は、都会で競争する兄弟の暴力を描いた1958年の『Two Brothers』で、美術はラルフ・コルタイが担当した。モリスは、ケネス・マクミランやピーター・ダレルといった現代の振付家のように、劇場における「アングリー・ヤング・メン」運動により日常生活を劇的に表現しようとしていた。コルタイは、モリスとの仕事を通じてバレエで有名になった舞台美術家としては最初の人物であった。『Two Brothers』は直ちに成功を収めてTV放映もされ、モリスの名がイギリス大衆に広まった。さらに、米国で最も歴史あるダンス・フェスティバルであるジェイコブズ・ピローでも称賛を集めた。
1961年にはフォード財団からフェローシップを授与されて、アメリカダンス界のパイオニアの一人であるマーサ・グレアムの下で1年間学ぶことができた。モリスはグレアムから大きな影響を受け、長きに渡って親交を結ぶことになった。
バレエ・ランバートは1964年7月13日にクリストファー・ウェレンの音楽によるバレエ『Cul de Sac』をサドラーズ・ウェルズ劇場で上演した。モリスはコール・ド・バレエを排し、16人から18人のソリストによるモダン作品の上演に集中することで財政難を解消できると主張した。1966年、この計画は現実のものとなり、モリスはマリー・ランバートと共同監督になった。
1970年から1974年まで単独でバレエ・ランバートの芸術監督を務め、その間はフリーランスの振付家としての仕事からは手を引いた。
1977年から1986年までロイヤル・バレエ団の芸術監督を務めたが、モリスにこの仕事を引き受けるように勧めたのはマリー・ランバートであった。モリスはアシュリー・ペイジ、マイケル・コーダー、リチャード・アルストンなどの新進の振付家を育て上げてロイヤル・オペラ・ハウスの舞台でデビューさせた。
1986年にロイヤル・バレエ団芸術監督を退任してアンソニー・ダウエルに引き継ぎ、ロイヤル・バレエ学校で振付学のディレクターとなった。ロイヤル・バレエ学校ではウィリアム・タケット、クリストファー・ウィールドン、クリストファー・ハンプソン、キャシー・マーストン、デヴィッド・ドーソンなど、新世代の振付家を世に出した。
2008年1月11日、ロンドン西部の自宅で慢性閉塞性肺疾患で亡くなった。

## 受賞歴
1974年にロイヤル・アカデミー・オブ・ダンスからエリザベス2世戴冠記念賞を授与された。

## オリジナル作品（一部）
- 『Two Brothers』（1958年、音楽：エルンスト・フォン・ドホナーニ）
- 『Hazaña』（1959年、音楽：カルロス・スリナッチ）
- 『A Place in the Desert』（1961年、音楽：カルロス・スリナッチ）
- 『Conflicts』（1962年、音楽：エルネスト・ブロッホ）
- 『The Travellers』（1963年、音楽：レオナルド・サルゼド）
- 『Cul de Sac』（1964年、音楽：クリストファー・ウェレン）
- 『The Realms of Choice』（1965年、音楽：レオナルド・サルゼド）
- 『The Tribute』（1965年、音楽：ロジャー・セッションズ）
- 『Hazard』（1967年、音楽：レオナルド・サルゼド）
- 『1-2-3』（1968年、音楽：ベン＝ツィオン・オルガド）
- 『Them and Us』（1968年、音楽：ヤニス・クセナキス）
- 『Blind-Sight』（1969年、音楽：ボブ・ダウンズ）
- 『Pastorale Variée』（1969年、音楽：パウル・ベン＝ハイム）
- 『The Empty Suit』（1970年、音楽：レオナルド・サルゼド）
- 『Solo』（1971年、音楽：ボブ・ダウンズ）
- 『That is the Show』（1971年、音楽：ルチアーノ・ベリオ）
- 『Ladies Ladies!』（1972年、音楽：アンソニー・ハイマス）
- 『Isolde』（1973年、音楽：ジョン・ルイス）
- 『Spindrift』（1974年、音楽：ジョン・ルイス）
- 『The sea whisper'd me』（1976年、音楽：カルロス・ミランダ）
- 『Smiling Immortal』（1977年、音楽：ジョナサン・ハーヴェイ）